# Regiunea autonomă Tibet
Regiunea Autonomă Tibet (limba tibetană: བོད་ Bod, se pronunță „Pö“; chineză: 西藏, Xīzàng) este o regiune de podiș înalt ocupată în anul 1951 de Republica Populară Chineză, unde trăiesc 44,81 % din cele 6 milioane de locuitori ai Tibetului. Regiunea autonomă este situată în sudul platoului Tibet și cuprinde circa o jumătate din teritoriul cultural al Tibetului. În regiunea de nord a platoului se află provinciile chineze Qinghai, Gansu, Sichuan și Yunnan. În limba mandarină oficială  există și în prezent termenul englez „Xizang 西藏” (Teritoriul autonom Tibet).
Înainte de 1950 era o entitate, având o cultură și religie budistă proprie, dorind să stea izolată de restul lumii. Este cea mai înaltă regiune populată din lume, la 4.900 m deasupra nivelului mării. Este înconjurată de Munții Kunlun și Munții Himalaya. La granița cu Nepal se află Vârful Everest. Tibetul s-a dezvoltat ca un regat budist puternic în sec. VII-VIII e.n. A fost condus de mongoli în sec. XIII și de dinastia Manchu din sec. XVIII. După Revoluția Chineză din 1911-1912 a devenit regiune independentă aflată sub influența britanică. Comuniștii chinezi au invadat și ocupat regiunea în 1951. În 1965 a devenit oficial regiune autonomă în cadrul Chinei comuniste.

## Orașe
Începând cu anul 2006, 280.000 de tibetani care locuiau în sate tradiționale, au fost mutați în orașe lângă drumuri naționale, având apă curată și canalizare. În aceste zone au fost construite, iar cele vechi au fost reabilitate pentru a ajuta 2 milioane de oameni. Cei care locuiau în case sub standardele țării au fost obligați să le modernizeze, acest lucru întâmplându-se în mare parte prin împrumuturi bancare. Acest program care a fost prima dată implementat în Qinghai, se numește "Case confortabile" și face din programul "Construiți noi sate socialiste". Cultura tibetană și grupuri ale drepturilor omului au criticat acest proiect. În 2011, a fost anunțat că 20.000 de politicieni din Partidul Comunist Chinez vor fi mutați în aceste orașe.

## Geografie

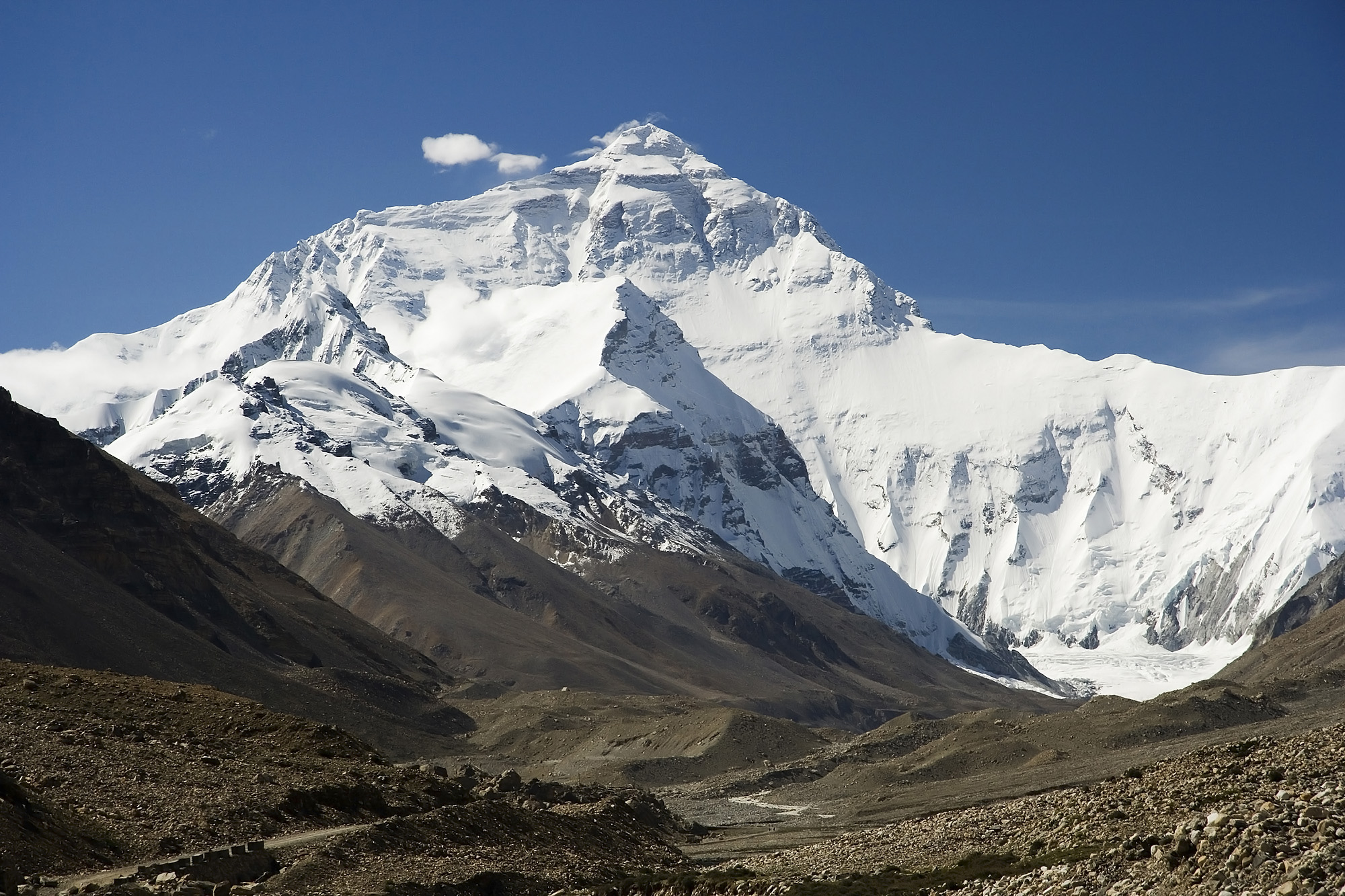
Muntele Everest

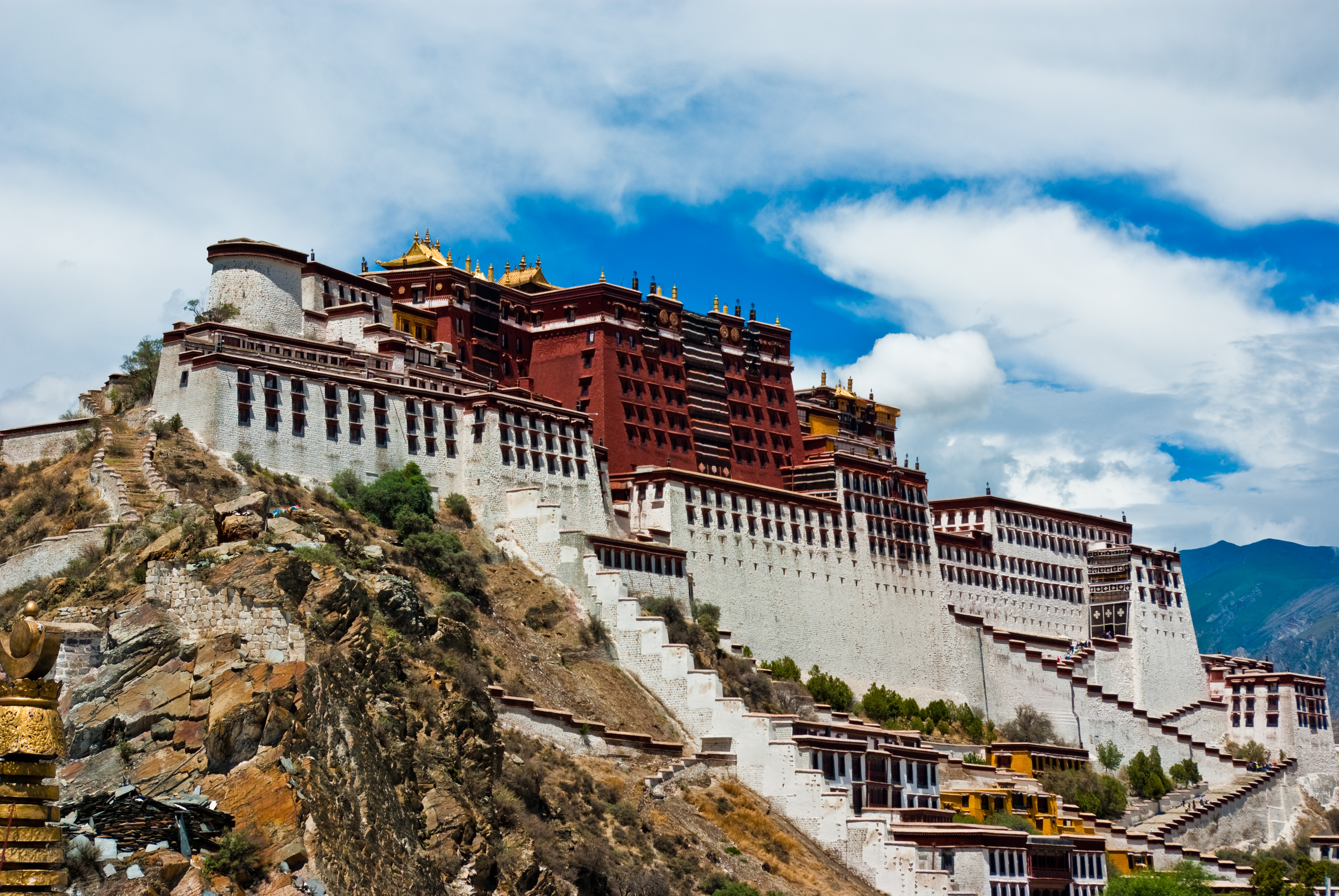
Palatul Potala din Lhasa.

Regiunea Autonomă Tibet se găsește pe platoul Tibet, cea mai înaltă regiune de pe glob. În nordul Tibetului media altitudinii este de 4.572 metri, Muntele Everest aflându-se la granița cu Nepal. Republica Populară Chineză are dispute cu India pentru regiunile Aksai Chin și Arunachal Pradesh, cunoscută și ca Tibetul de Sud. 
Fizic, regiunea este împărțită în "regiunea lacurilor" în nord și vest, și "regiunea râurilor" în sud și est. În ambele regiuni sunt precipitații foarte mari datorită Munților Himalaya, totuși acest lucru face solul arabil în regiunea râurilor. În parte sudică izvorăsc fluviile Indus, Brahmaputra, Mekong și Yangtze.

## Transport

### Aeroporturi
În Regiunea Autonomă Tibet există 5 aeroporturi internaționale și unul în construcție. Cel mai important dintre ele este Aeroportul Lhasa Gonggar, iar celelalte sunt Aeroportul Qamdo Bangda, Aeroportul Nyingchi și Aeroportul Gunsa. Al cincilea aeroport al Tibetului, Aeroportul Păcii Shigatse, a fost deschis pe 30 octombrie 2010. 
Aeroportul Nagqu Dagring, care se așteaptă să fie deschis în anul 2014, va deveni cel mai înalt aeroport din lume. Acesta se va afla la 4.436 metri deasupra nivelului mării.

### Cale ferată
Calea ferată Lhasa de 1.956 km, care leagă orașul Golmud de Lhasa a fost terminată pe 12 octombrie 2005. Cinci perechi de trenuri de pasageri circulă pe această rută, având de asemenea legături și cu orașele Beijing, Chengdu, Guangzhou, Shanghai și Lanzhou. Calea ferată include și pasajul Tanggula, care este la 5.072 m deasupra nivelului mării, făcând-o cea mai înaltă cale ferată din lume.

## Guvernul
Regiunea Autonomă Tibet este o entitate a Republicii Populare Chineze. Este guvernat de Guvernul Poporului,  printr-un guvernator, care este condus de un secretar de la Partidul Comunist Chinez. Guvernatorul a fost mereu tibetan, iar secretarul nu. Actualul guvernator este Losang Jamcan și actual secretar, Chen Quanguo. India a încercat să deschidă un consulat la Lhasa, dar nu a fost lăsată, oferindu-i-se în loc Chengdu, capitala provinciei Sichuan. China nu dorește consulate în Lhasa, unde doar Nepalul are.

### Diviziuni administrative
Regiunea Autonomă Tibet este divizată într-un oraș de nivel prefectură și șase orașe prefecturi. Acestea sunt subdivizate în 71 de județe, un district (Chengguan) și un oraș-județ, Xigazê.
|                              |                     |                      |                                    |                  |
| #                            | Convențional        | Locație              | Scris tibetan                      | Populație (2010) |
| — Oraș de nivel prefectură — |                     |                      |                                    |                  |
| 5                            | Lhasa               | Districtul Chengguan | lha-sa grong-khyer Lhasa Chongkyir | 559.423          |
| — Prefecturi —               |                     |                      |                                    |                  |
| 1                            | Prefectura Ngari    | Județul Gar          | mnga'-ris sa-khul Ngari Sakü       | 95.465           |
| 2                            | Prefectura Nagqu    | Județul Nagqu        | nag-chu sa-khul Nagqu Sakü         | 462.382          |
| 3                            | Prefectura Chamdo   | Județul Chamdo       | chab-mdo sa-khul Qamdo Sakü        | 657.505          |
| 4                            | Prefectura Shigatse | Județul Shigatse     | gzhis-ka-rtse sa-khul Xigazê Sakü  | 703.292          |
| 6                            | Prefectura Shannan  | Județul Nêdong       | lho-kha sa-khul Lhoka Sakü         | 328.990          |
| 7                            | Prefectura Nyingchi | Județul Nyingchi     | nying-khri sa-khul Nyingchi Sakü   | 195.109          |

## Controverse
Pe plan internațional este controversată administrația chineză în Tibet.
În 1959 în Tibet a avut loc o mare revoltă împotriva administrației chineze, în urma căreia Dalai Lama a trebuit să se refugieze și să formeze un guvern în exil, actual la Dharamsalla, în nordul Indiei.
În luna martie 2008 au avut loc mari proteste ale tibetanilor, inclusiv în regiuni din China care nu fac parte din Tibet, proteste care vizează independența regiunii, deși Dalai Lama afirmă că acest lucru nu este vizat în mod necesar. Protestele cer ca lui Dalai Lama să i se permită să revină în Tibet. Se propune ca Tibetului să i se acorde cel puțin o autonomie sporită, sub conducerea lui Dalai Lama, asemănătoare cu cea din anii 1950, înainte ca el să se refugeze în exil. Însă autoritățile din China nu sunt de acord cu concesiile politice, și au concentrat forțe polițienești pentru ținerea situației sub control și afirmă că tulburările se datorează exclusiv lui Dalai Lama.
Protestatarii au considerat Jocurile Olimpice de vară din 2008 care au avut loc la Beijing ca o bună ocazie de a-și face cunoscute revendicările. Protestele au început chiar de la aprinderea flăcării olimpice, și au continuat de-a lungul întregii competiții.